# Crash Test Dummies
Crash Test Dummies (читається креш тест дамміз, англ. Манекени для краш-тестів) — канадський фолк-рок-гурт, який був популярний на початку 1990-х.

## Історія
Гурт був створений у 1988-му році в канадському місті Вінніпег, провінції Манітоба. В неї увійшли Бред Робертс (Brad Roberts, головний вокаліст, гітара), його брат Ден Робертс (Dan Roberts, бас-гітара), Мітч Дордж (Mitch Dorge, ударні), Еллен Рейд (Ellen Reid, вокал, клавішні, акордеон) та Бенджамін Дервіл (Benjamin Darvill, гармоніка, мандоліна, гітара та ін.).
В 1991 році Дамміз видав свій дебютний альбом «The Ghosts That Haunt Me» («Привиди, які мене переслідують»). Пісня «Superman’s Song» («Пісня Супермена») з цього альбому стала радіохітом. Гурт став дуже популярний в себе на батьківщині і отримала «Нагороду Джуно» (Juno Award) як найкращий канадський гурт 1991 року.
Але справжню світову славу Дамміз досягли після виходу синглу «Mmm Mmm Mmm Mmm», та альбому «God Shuffled His Feet» у 1993 році. Пісня «Mmm Mmm Mmm Mmm» потрапила на перші місця різних хіт-парадів, а її відеокліп постійно крутили на MTV. 
Протягом 1994 року гурт активно гастролював у Європі та Північній Америці. Восени музиканти отримали нагороду MTV EMA в номінації «Прорив року», а також премію Британської музичної індустрії як «Найкращий міжнародний гурт».
Після півтори року гастролей музиканти вирішили зробити перерву в творчості. Запис третього альбому «A Worm’s Life» почався в січні 1996 року в студії Compass Point на Багамах. Диск був виданий літом, після чого учасники Crash Test Dummies знову зайнялись побічними проектами.
Альбом 1999 року «Give Yourself A Hand» фактично став найневдалішим релізом за всю історію гурту. У 2000 році Бред Робертс видав сольний збірник акустичних композицій, пізніше зібрав новий склад Crash Test Dummies, в який увійшли гітарист Кент Грін, басист Дейв Мортон, ударник Денні МакКензі та клавішник Кенні Велсен. Саме ці музиканти в подальшому взяли участь в записі альбому «I Don’t Care That You Don’t Mind» у 2001 році та збірника обробок класичних різдвяних пісень «Jingle All The Way» (2002).
У 2003 побачив світ альбом «Puss 'n' Boots», а в 2004 році восьмий альбом гурту «Songs of the Unforgiven».

## Дискографія

### Студійні альбоми
- The Ghosts that Haunt Me (1991)
- God Shuffled His Feet (1993)
- A Worm's Life (1996)
- Give Yourself a Hand (1999)
- I Don't Care That You Don't Mind (2001)
- Jingle All The Way (2002)
- Puss 'n' Boots (2003)
- Songs of the Unforgiven (2004)
- Oooh La La! (2010)